# Cuerna balli
Cuerna balli är en insektsart som beskrevs av Oman et Beamer 1944. Cuerna balli ingår i släktet Cuerna och familjen dvärgstritar. Inga underarter finns listade i Catalogue of Life.